# 自热食品

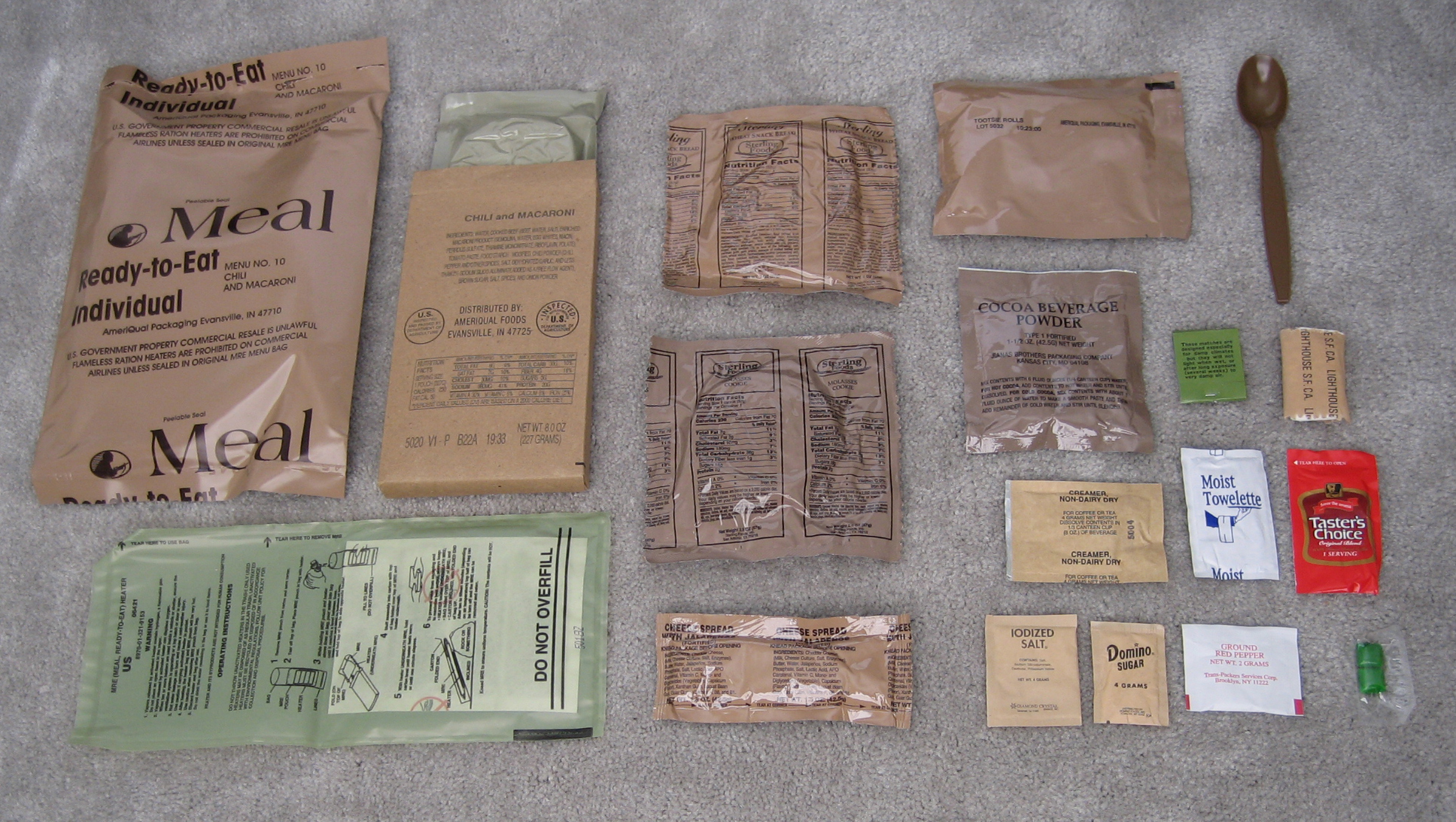
一套美军MRE口粮，左下角绿色包装即为用于加热食物的“無燄加熱器”。

自热食品是指无需明火即可加热的食品，一般适用于恶劣气候无法使用明火或者禁止使用明火的场合。

## 构成

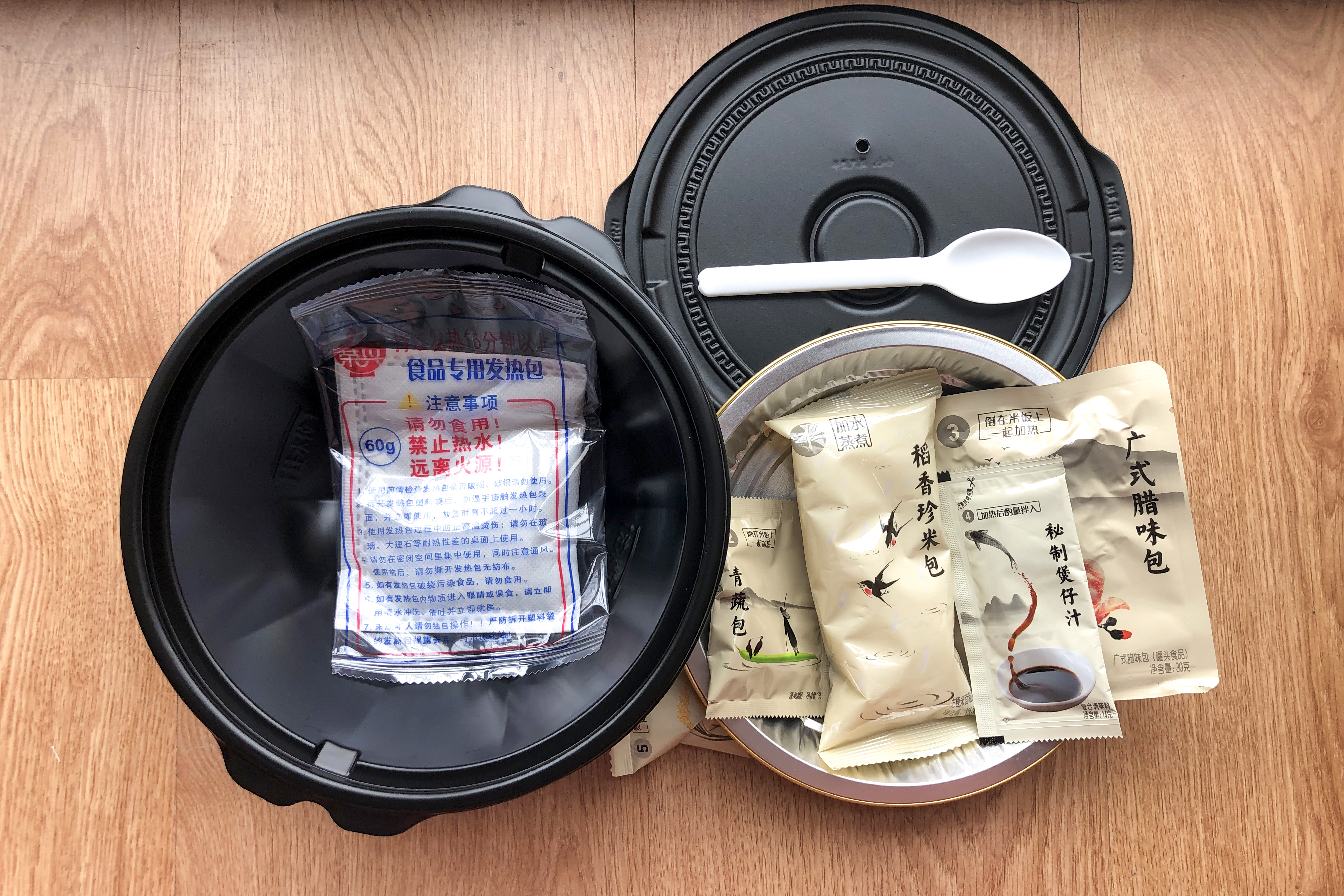
一种以生石灰、碳酸氢钠、铝粉的混合物为热源的自热米饭

一套完整的自热食品一般由三个部分组成：热源、激活剂和食品。热源是指可以产热而不产生明火的化学物质，激活剂是指能和热源反应产生热量的物质，二者反应生热，用来加热预先处理好的半成品食物。
如上所述，自热食品的放热过程是一个化学反应过程。常见的热源与激活剂组合有生石灰+水、铁粉+氧气、铝粉+碱性水溶液等。

## 历史

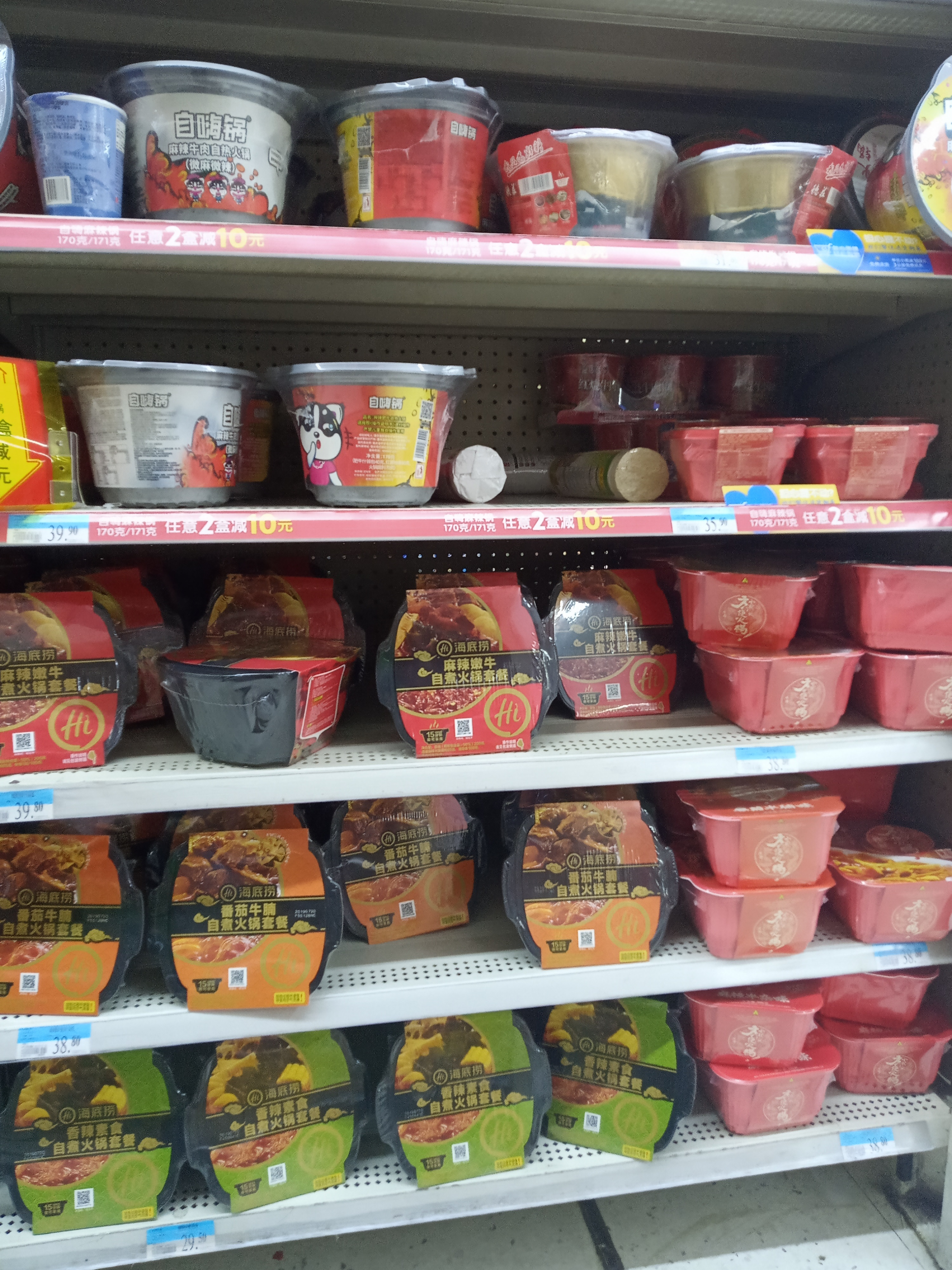
中国大陆某大型超市销售的各种自热火锅。

世界上最早研发无火自热食品的国家是比利时和荷兰，其开发的自热食品以生石灰为热源，采取大小金属罐套装的形式，大罐内装入生石灰，小罐内装入土豆泥等糊状食品。其后日本、美国等国也开发出了自热食品，美军并于20世纪90年代开始将无火焰食品加热器大量投放到作战军人中。此后各国军队纷纷效仿，自热食品也从此成为不少国家军队的“标配”。
除军人和其他野外工作人员使用的自热食品外，也有供一般平民使用的自热食品（如自热米饭、自热面条等），在一般超市或便利店即可购得。约从2017年开始，中国大陆开始流行“自热方便火锅”，即通过化学反应加热半成品食材的火锅。因其只需加凉水就可加热的特点，受到年轻人群欢迎。一些传统火锅店和大型食品企业也投入到这类商品的研发。

## 安全性及环保问题
自热食品通常是化学物质与水（或水溶液）进行反应，水遇到热源后会迅速升温达到沸点，同时释放出大量的水蒸气，如果这些蒸气在密封的包装内，有可能引起爆炸。一些自热食品包装上会有排气孔，可避免这一问题，但使用时仍应注意。另外，一些热源与水反应可能产生一氧化碳、氢气等有毒或易燃气体，有可能对使用者造成生命危险，故使用时应注意通风。
由于自热食品存在着上述安全隐患，一些地方会禁止旅客在飞机或高铁等公共交通工具上携带或使用自热食品。如中国《广西壮族自治区铁路安全管理条例》明确禁止“在动车组列车上使用能够诱发烟雾报警的自带加热食品”，违者可对个人处以人民币500元以上2000元以下的罚款。
另外，自热食品所含有的化学物质在反应后可能产生一些对环境不利的有害物质，其“自热”的需求也大幅度增加了一次性包装物的重量。

## 主要品牌
- 海底捞
- 自嗨锅
- 莫小仙
- 食族人
- 食城记
- 开小灶
- 广州酒家
- 得益绿色
- 宏绿食品
- 紫山食品

## 外部連結
- Single-serving coffee can heats itself
- Will Self-Heating Coffee Be Cool?
- BBC News Online - Hot drink can tested in Midlands
- An article with photos on disassembly